# Ardtornish
Ardtornish (Schots-Gaelisch: Obar Àrdair) is een gehucht dat ligt op de noordelijke oever van Loch Aline in de Schotse Hooglanden.